# Camila Bordonaba

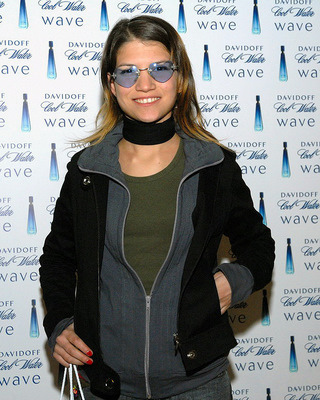
Camila Bordonaba, 2007

Camila Bordonaba (* 4. September 1984 in Buenos Aires) ist eine argentinische Schauspielerin und Sängerin der Band Erreway.

## Leben
Camila Bordonaba wurde in El Palomar, einem Stadtteil von Buenos Aires als Tochter von Juan Carlos und Nora Bordonaba auf. Sie hat zwei ältere Geschwister Rodrigo und Melina.

### Karriere als Schauspielerin
Camila ist das drittjüngste Kind von Juan Carlos Bordonaba und seiner Frau Nora Bordonaba.
Camila Bordonaba nahm im Jahr 1995 im Alter von elf Jahren an einem Casting für die Fernsehserie Chiquititas teil. Woraufhin man ihr 1996 die Rolle der "Pato" gab. Diese Serie erreichte in Israel
und in anderen fernöstlichen Staaten große Popularität. Weitere Abkopplungen von Chiquitas waren
"Chiquitas, la historia" und "rincón de luz". Camila verließ die Serie in der siebten Staffel, die gleichzeitig auch die letzte Staffel war. Als Chiquitas zu einem Theaterspiel in Buenos Aires umgeschrieben wurde, bekam sie die Rolle der "Camila Bustillo".
Ein Jahr später (2002) spielte Camila Bordonaba die Marizza Pia Spirito in der argentinischen Telenovela Rebelde Way. Rebelde Way ist eine der bekanntesten argentinische Serien,
sie wurde in mehr als 23 Nationen in Süd-, Nord-, Mittelamerika, Asien und Europa ausgestrahlt. Die Musik zur Serie stammt von der argentinischen Pop-Band Erreway, in der Bordonaba sowie ihre Schauspielkollegen Benjamín Rojas, Felipe Colombo und Luisana Lopilato
mitwirkten. 2004 drehten diese den Kinofilm "Erreway - 4 Caminos", der eine Fortsetzung der Serie
Rebelde Way sein sollte. Noch im selben Jahr spielt Camila Bordonaba in der Serie Floricienta.
2005 spielte sie die Rolle der "Sisi" in dem Film "El Patrón de la Vereda".
Anfang des Jahres 2007 erhielt sie eine Rolle in der Serie "Son de Fierro", eine der beliebtesten argentinischen Fernsehserien. Neben ihr spielt auch Felipe Colombo. Beide erhielten ihre Rollen durch den israelischen Produzenten Yair Dori, welcher die Serie zum Teil finanziert.

### Karriere als Musikerin
Gemeinsam mit Felipe Colombo, Benjamín Rojas und Luisana Lopilato gründete Camila Bordonaba die Band Erreway. Ihr erstes Album „Senales (dt. Zeichen)“ brachten sie 2002 heraus, es ist gleichzeitig der Soundtrack zur Serie Rebelde Way. Große Popularität brachte ihnen ihr zweites Album "Tiempo (dt. Zeit)"
2004 brachten sie ihr drittes Album zum Kinofilm Erreway 4 Caminos heraus. Dieses Album trägt den Namen „Memoria (dt. Erinnerung)“. Noch im selben Jahr trennte sich die Band. Zwei Jahre später kamen sie noch einmal zusammen und produzierten noch zwei weitere Alben: „El Disco De Rebelde Way“ und „En Concierto“. Ihren letzten Live-Auftritt gab die Band im Dezember 2006 in Spanien.

### Karriere als Model
Gemeinsam mit ihrer Band- und Schauspielkollegin Luisana Lopilato modelt Camila Bordonaba in Argentinien für Damenkleidung und Unterwäsche. Luisana Lopilato und Camila Bordonaba gehören zu den bekanntesten Models in Argentinien.

## Erfolge
Camila Bordonaba feierte mit der Band Erreway viele Erfolge. Durch die fünf Alben mit der Band wurde sie vor allem in den lateinamerikanischen Ländern bekannt. Sie gaben in der Zeit von 2003 und 2004 mehrere Konzerte in ganz Südamerika, Dominica und Israel.

## Soziales Engagement
Camila Bordonaba hat gemeinsam mit Schauspiel- und Bandkollege Felipe Colombo eine Kunstgalerie eröffnet, dessen Erlöse wohltätige Organisationen zugutekommen. 2007 baute Bordonaba eine eigene Kunstschule auf, die Arcoyra heißt. Auch hierbei wurde sie von Colombo und Fans unterstützt. Die Schule öffnete 2008 ihre Tore.

## Diskografie

### Mit Erreway
- 2002: Señales
- 2003: Tiempo
- 2004: Memoria
- 2006: El disco de Rebelde Way (2006)
- 2007: En Concierto

### DVD
- 2004: Los Mejores 11 CD+(DVD)ERREWAY

### Soundtracks
- 1996: Chiquititas Vol. 2
- 1997: Chiquititas Vol. 3
- 1998: Chiquititas Vol. 4
- 1999: Chiquititas Vol. 5
- 2000: Chiquititas Vol. 6
- 2001: Chiquititas Vol. 7
- 2002: Chiquititas: Rincón de Luz
- 2005: El Patrón de la Vereda
- 2007: Son de Fierro
- 2008: Atracción x4

## Filmografie
- 1996–2000: Chiquititas
- 2001: Chiquititas: Rincón de luz
- 2001: Chiquititas, la historia
- 2002–2003: Rebelde Way – Leb dein Leben
- 2004: Floricienta (Gastrolle)
- 2004: Asa Nu Maan Watna Da: In Search of Our Roots
- 2004: Erreway: 4 caminos
- 2005: Mazaa Mazaa - Der Traum einer 15-jährigen
- 2005: The Rising - Aufstand der Helden
- 2006: Gladiadores de Pompeya
- 2007–2008: Son de Fierro
- 2011: Penumbra